# Yinka Davies
Yinka Davies, est une chanteuse, parolière, danseuse nigériane. Elle est également juge dans l'émission Nigerian Idol (en).

## Albums
- Emi n’lo (2002)
- Black Chiffon (2010)[2].

## Récompenses
- FAME music Artiste en devenir de l'année, 1992
- Nigeria Music Award (NMA) Voix de la décennie 2007[3].

## Source de la traduction
- (en) Cet article est partiellement ou en totalité issu de l’article de Wikipédia en anglais intitulé « Yinka Davies » (voir la liste des auteurs).